# Duokiškis
Duokiškis è una città del distretto di Rokiškis della contea di Panevėžys, nel nord-est della Lituania. Secondo un censimento del 2011, la popolazione ammonta a 180 abitanti.

## Storia
L’insediamenti si costituì intorno al 1596. 
Fu nel corso del XIX secolo e del XX secolo che si costituirono alcuni edifici ancora oggi visibili: la chiesa cittadina, una segheria, una scuola elementare, un ufficio postale.
Il 22 novembre 1944, una squadra di partigiani lituani composta da circa 40 persone, operò un’azione di sabotaggio, distruggendo l'equipaggio militare sovietico. Dal 1949 divenne sede di fattorie collettive: furono poi edificati un pronto soccorso, una biblioteca e una Casa della cultura fattoria.